# 1923 en architecture
| Années de l'architecture : 1920 - 1921 - 1922 - 1923 - 1924 - 1925 - 1926    |
| Décennies de l'architecture : 1890 - 1900 - 1910 - 1920 - 1930 - 1940 - 1950 |

Cet article présente les faits marquants de l'année 1923 en architecture.

## Réalisations
- La Chilehaus est construite à Hambourg par Fritz Höger.
- Le Corbusier construit la villa Le Lac à Corseaux en Suisse.
- Avril : inauguration du Palazzo delle Scintille à Milan.

## Événements
- Le Corbusier publie Vers une architecture.
- Reconstruction à Reims avec la réalisation de nombreux édifices Art déco.

## Récompenses
- AIA Gold Medal : Henry Bacon.
- Royal Gold Medal : John James Burnet.
- Prix de Rome : Jean-Baptiste Mathon.

## Naissances
- 5 juin : Yona Friedman, architecte franco-hongrois.
- 16 septembre : Fernando Lanhas, architecte et peintre portugais († 4 février 2012).
- 18 septembre : Peter Smithson, architecte britannique († 3 mars 2003).
- Harry Seidler.

## Décès
- 25 octobre :  Robert S. Roeschlaub (° 6 juillet 1843).
- 10 décembre : Prosper Bobin (° 11 janvier 1844).
- 23 décembre : Gustave Eiffel (° 15 décembre 1832).
- Frank Darling (° 1850).
- Louis Déon (° 1879).